# Венцислав Айдарски
Венцислав Айдарски е български състезател по плуване, роден на 17 февруари 1991 година в град Сандански, България.

## Успехи
- 10 място – Младежки олимпийски игри „Белград 2007“
- 10 място – ЕП за младежи (2008)
- 6 място – ЕП за младежи
- 8 място – ЕП в открити води (2010)
- 23 място – СП „Шанхай 2011“
- Плувен маратон Галата- Варна- победител през 2011, 2013, 2015, 2016, 2017 г.
- Участник на Европейското първенство през 2018 г. в Глазгоу, Шотландия